# I’ll Stick Around
I’ll Stick Around – drugi singel amerykańskiego zespołu rockowego Foo Fighters z ich debiutanckiej płyty Foo Fighters. Został wydany 29 sierpnia 1995. Reżyserem teledysku jest Gerald Casale. Fragment wideoklipu został użyty w animowanym serialu Beavis i Butt-head. Utwór użył także Weird Al Yankovic w piosence „The Alternative Polka”.

## Lista utworów
1. „I’ll Stick Around”
2. „How I Miss You”
3. „Ozone” (cover Ace Frehley)

## Listy przebojów
| Lista przebojów (1995) | Pozycja |
| ---------------------- | ------- |
| UK Singles Chart       | 18      |
| Modern Rock Tracks     | 8       |
| Mainstream Rock Tracks | 12      |